# Alfred Gomolka
Alfred Gomolka, né le 21 juin 1942 à Breslau et mort le 24 mars 2020, est un homme politique allemand, membre de l'Union chrétienne-démocrate d'Allemagne (CDU).
Universitaire diplômé en géographie de l'université de Greifswald, il est adjoint au bourgmestre de Greifswald entre 1979 et 1984, à l'époque de la RDA. En mars 1990, il est élu député à la Chambre du peuple.
Il devient en octobre 1990 ministre-président de Mecklembourg-Poméranie-Occidentale, à la suite de la reconstitution du Land en prélude à la réunification allemande, à la tête d'une « coalition noire-jaune » avec le FDP. Il est le premier chef de gouvernement de l'ex-Allemagne de l'Est à présider le Conseil fédéral en 1991.
Il démissionne en 1992, après avoir été mis en minorité par son propre groupe parlementaire au sujet de la privatisation des anciens chantiers navals d'État. Il intègre deux ans plus tard le Parlement européen, où il siège jusqu'en 2009. Il se retire ensuite du premier plan de la vie politique.

## Biographie

### Jeunesse
Alfred Gomolka passe son baccalauréat en 1960 à Eisenach, une ville moyenne frontalière de l'Allemagne de l'Ouest. Il adhère parallèlement à l'Union chrétienne-démocrate d'Allemagne de l'Est (CDU DDR), un parti fantoche contrôlé par le pouvoir.
Il s'inscrit ensuite à l'université de Greifswald, où il étudie la géographie et la germanistique.

### Vie professionnelle
Alfred Gomolka commence à travailler en 1964 comme professeur de géographie, puis achève son cursus en 1965 et devient alors associé de recherche à l'Institut de géographie de l'université.
Il quitte la CDU DDR trois ans après, mais y revient en 1971. Il passe cette même année son doctorat.

### Débuts en politique
Membre du comité directeur du parti dans l'arrondissement de Greifswald à partir de 1974, Alfred Gomolka est nommé adjoint du bourgmestre de Greifswald en 1979, délégué à la Protection de l'environnement et aux Eaux. Il n'accomplit qu'un seul mandat de cinq ans. En 1988, il passe avec succès son habilitation à diriger des recherches.
Au cours des élections législatives libres du 18 mars 1990, il est élu député du district de Rostock à la Chambre du peuple.

### Ministre-président de Mecklembourg-Poméranie-Occidentale

#### Une victoire étriquée
Pour les élections législatives régionales du 14 octobre 1990 dans le Land reconstitué de Mecklembourg-Poméranie-Occidentale, Alfred Gomolka est chef de file de l'Union chrétienne-démocrate d'Allemagne (CDU). Au cours du scrutin, il est élu député de la circonscription de Greifswald avec 50,3 % des voix, ce qui constitue le deuxième meilleur résultat au scrutin uninominal.
La CDU remporte 38,3 % des voix et 29 députés sur 66. Initialement, aucune majorité ne se dégage car le FDP compte seulement quatre parlementaires, tandis que le SPD et le PDS rassemblent également 33 sièges. Le social-démocrate Wolfgang Schulz décide cependant de faire défection et d'apporter son soutien au centre droit.
Le 27 octobre, Alfred Gomolka est investi ministre-président de Mecklembourg-Poméranie-Occidentale par 36 voix contre 29, à l'âge de 48 ans. Il remporte ainsi deux voix de plus que le total théorique de sa majorité. Il forme dès le lendemain un cabinet de coalition noire-jaune comprenant huit ministres, dont deux femmes et deux libéraux-démocrates.

#### Le premier président du Bundesrat issu de RDA
Alfred Gomolka prend le 1er novembre 1991 la présidence tournante du Conseil fédéral pour une durée d'un an. Il est alors le premier dirigeant d'un Land issu de l'ex-Allemagne de l'Est à présider cette assemblée. Effectivement, la présidence tourne entre chaque Land en fonction de leur population, mais lors de la réunification allemande, elle est exercée par Hambourg et le Mecklembourg est alors le seul « nouveau Land » moins peuplé, ce qui fait de Gomolka le seul ministre-président de l'ancienne RDA à pouvoir prétendre à la direction de la chambre des Länder.

#### Renversement
Alfred Gomolka s'oppose en 1992 à la privatisation totale des anciens chantiers navals d'État de RDA. Il craint que le futur propriétaire, Bremer Vulkan, ne transfère l'activité vers ses propres chantiers, dans le Land de Brême. Il se trouve ainsi opposé au président de la CDU du Land et ministre fédéral des Transports Günther Krause.
Dans ce cadre, il annonce le 13 mars 1992 le limogeage du ministre de la Justice Ulrich Born pour « déloyauté ». En retour, le groupe parlementaire de la CDU, présidé par Eckhardt Rehberg, vote à son encontre une motion de défiance le lendemain. Mis en minorité, Gomolka indique le 16 mars qu'il entend démissionner. Trois jours plus tard, le Landtag investit Berndt Seite pour le remplacer.
Le gouvernement fédéral et l'agence des privatisations ont ensuite autorisé la vente intégrale à la société Bremer Vulkan, qui a détourné pendant les quatre années suivantes près de 350 millions d'euros d'aide publique européenne au profit de ses chantiers à Brême.

### Député européen
Alfred Gomolka retourne alors au monde universitaire, comme professeur des universités d'aménagement du territoire et d'études régionales à l'université de Greifswald, et conserve son siège de député.
Candidat aux élections européennes du 6 juin 1994, il est élu député au Parlement européen et renonce à se faire réélire au Landtag quelques semaines plus tard. Il conserve son mandat lors du scrutin du 13 juin 1999 puis aux élections du 13 juin 2004.

### Après le Parlement européen
Alfred Gomolka quitte la vie politique européenne en 2009, et prend cette même année la présidence de la Senioren Union, l'association des personnes âgées de la CDU et de la CSU.

### Vie privée
Alfred Gomolka est de confession catholique, marié et père de quatre enfants.

## Distinctions
- Croix d'officier de l'ordre du Mérite